# ARO 24
El jeep ARO 24 es un campero de 2 o 4 puertas, de tracción 4x2 y 4x4, que fuera manufacturado por la firma ARO Carpati entre los años 1972 y 2006. 

## Historia
La primera generación del ARO 24, producida entre 1972 y 1976, disponía de las luces delanteras del Dacia 1300 y las luces traseras eran similares a las usadas en el ARO M-461. Ya desde 1977, las luces redondeadas fueron usadas en el frente como en el IMS y las traseras ya eran nuevos diseños hechos específicamente para dicho modelo. En 1985, una nueva parrilla frontal junto a nuevas y más reducidas luces frontales serían introducidas en dicha generación. Así mismo, estuvieron disponibles con un conjunto de doble farola, la que resultó siendo la principal distinción del ARO 244. En 1995, la parrilla de diseño para la farola doble sería ligeramente reestilizada y las luces traseras en uso serían tomadas del conjunto usado en el Oltcit Club. La última reestilización ; hecha en 1998, sería reducida, con ligeros retoques a los hechos en el modelo precedente y con este se introducen los ornamentos al estilo de una Toyota Land Cruiser.
Este sería el primero de los coches de la serie ARO 24, el cual eventualmente incluiría después muchos otros modelos: el 244 de cuatro puertas, el 242 de tipo pick-up, el 243 de tres puertas, y el 320 tipo pick-up, así como muchos otros estilos de carrocería y niveles de acabados. Las últimas versiones eran ya de tipo especial, específicamente eran prparadas para su uso militar y dichas versiones serán denominadas ARO Dragon.

## Características
Este modelo ha sido equipado con muchos y diferentes motores y estilos de carrocería sobre el mismo chasis (tanto a gasolina como diésel); en donde una cabina bastante cuadrada está empotrada en un chasis que procede del ARO-UAZ que se hizo anteriormente bajo licencia, siendo común que en los diferentes modelos se cuenten con ambos sistemas de transmisión (tanto 4x2 como 4x4) como su sistema principal de tracción. Las mejoras más notables e implementadas en dicha serie de coches ha sido la de motores de procedencia local de combustible diésel, y algunas unidades hasta estuvieron equipadas con motores de la Toyota, e incluso se tuvo de serie hasta motores turbodiésel rumanos. 

## Producción
La serie de camperos ARO-24 era fabricada en las instalaciones de Câmpulung, Rumania entre los años 1976 y 2006, y a la fecha ya no está en producción, siendo muy pocas las unidades que hasta hoy están en funcionamiento, tras el cese forzoso de labores de la planta de la ARO, la quiebra de su ensamblador en Colombia, ARO-Corcel, y el intento frustrado en Brasil para retomar su producción.
No hay planes para retomar la comercialización del ARO 244 en los Estados Unidos, ya que las pocas unidades del Cross Lander 244X que fueran ensambladas en el año 2005 serían eventualmente desguazadas y el proyecto finalmente cancelado.

## Motorizaciones

### Motores a gasolina
| Nombre del motor | Cilindraje | Fabricante | Potencia                           |
| ---------------- | ---------- | ---------- | ---------------------------------- |
| 2.4 2 RZ-FE      | 2438 cc    | Toyota     | 103 kilovatios (138 HP) a 5000 rpm |
| 2.5 205HX        | 2469 cc    | Chrysler   | 88 kilovatios (118 HP) a 5250 rpm  |
| 2.5 L25          | 2495 cc    | ARO        | 61 kilovatios (82 HP) a 4200 rpm   |
| 2.5 M-207        | 2512 cc    | ARO        | 49 kilovatios (66 HP) a 4000 rpm   |
| 2.9 V6           | 2935 cc    | Ford       | 107 kilovatios (143 HP) a 5500 rpm |
| 3.0 L30          | 3007 cc    | ARO        | 70 kilovatios (94 HP) a 4000 rpm   |
| 4.0 V6           | 4000 cc    | Cosworth   | 152 kilovatios (204 HP) a 5250 rpm |

### Motores diésel

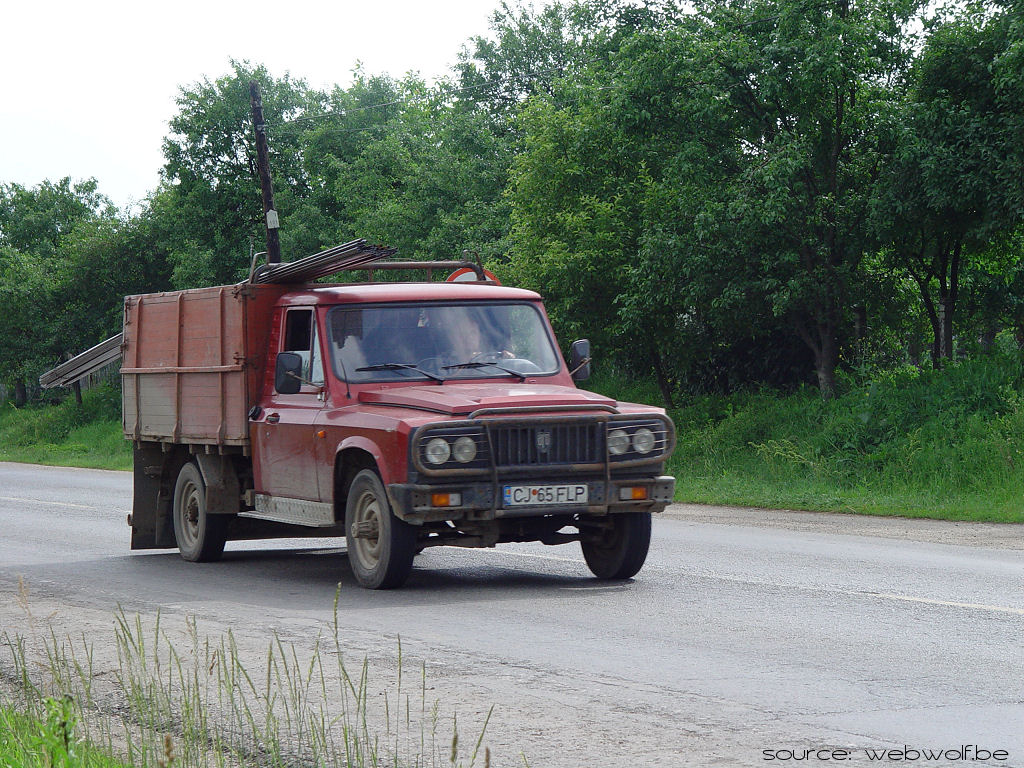
Un ARO 320.

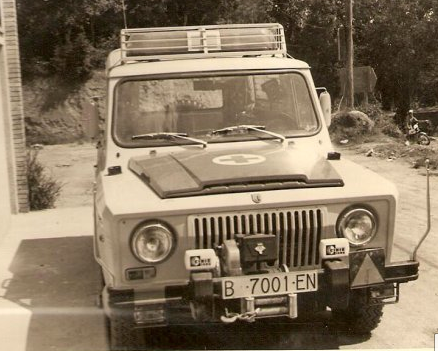
Un ARO 243 del Equipo de Rescate en Altitud de la Unitat Moto Alpina de la Creu Roja de Barcelona.

| Nombre del motor | Cilindraje | Fabricante Tipo     | Potencia                                                                                           |
| ---------------- | ---------- | ------------------- | -------------------------------------------------------------------------------------------------- |
| 2.4 4C           | 2417 cc    | Andoria Turbodiésel | 51 kilovatios (68 HP) a 4200 rpm 66 kilovatios (89 HP) a 4100 rpm 74 kilovatios (99 HP) a 4100 rpm |
| 2.4 2L-T         | 2446 cc    | Toyota Turbodiésel  | 63 kilovatios (84 HP) a 4000 rpm                                                                   |
| 2.5 XD3          | 2498 cc    | Peugeot             | 55 kilovatios (74 HP) a 4500 rpm                                                                   |
| 2.5 XD3T         | 2498 cc    | Peugeot Turbodiésel | 70 kilovatios (94 HP) a 4150 rpm                                                                   |
| 2.5 L4 OHV       | 2499 cc    | VM Turbodiésel      | 74 kilovatios (99 HP) a 4200 rpm                                                                   |
| 2.5 L27          | 2660 cc    | ARO                 | 50 kilovatios (67 HP) a 3800 rpm                                                                   |
| 2.7 DX-28        | 2660 cc    | ARO                 | 52 kilovatios (70 HP) a 3900 rpm                                                                   |
| 2.7 TDX-28       | 2660 cc    | ARO Turbodiésel     | 64 kilovatios (86 HP) a 3500 rpm                                                                   |
| 3.1 D127         | 3119 cc    | ARO                 | 50 kilovatios (67 HP) a 3200 rpm                                                                   |

## Variantes

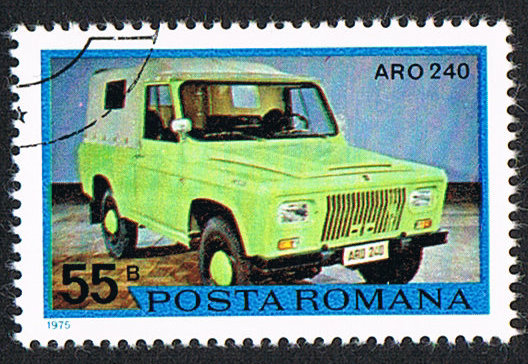
Una estampilla rumana donde un modelo del año 1975 del ARO 240 aparece.

### Vehículos todo-terreno
- ARO 240 - Versión de 2 puertas, convertible,[1]
- ARO 241 - Versión de 4 puertas, convertible,[1]
- ARO 243 - Versión de 3 puertas.[1]
- ARO 244 - Versión de 4 puertas.[1]
- ARO 246 - Versión de 5 puertas.[1]

### Versiones de chasis comerciales
- ARO 242 - Versión de Cabina regular y Pick-up[1]
- ARO 320 - Versión de Cabina regular y Pick-up[1]
- ARO 324 - Versión de Doble cabina, Pick-up[1]
- ARO 330 - Versión de Cabina expandida, Pick-up[1]

### Otras versiones
- ARO 243 - Versión de tipo van,[1]
- ARO 263,[1]
- ARO 264,[1]
- ARO 266,[1]
- ARO 323 - Versión de tipo ambulancia,[1]
- ARO 324,[1]
- ARO 328 - Versión de tipo MaxiTaxi,[1]
- ARO 330,[1]
- ARO 330BB,[1]
- ARO 330C,[1]
- ARO 33N,[1]
- ARO 338TC,[1]
- ARO 350BC,[1]
- ARO 35S - Versión de tipo ambulancia y/o vehículo sanitario,[1]
- ARO 35M,[1]
- ARO 429TC/TP.[1]

### Vehículos de uso militar
La versión militar se conoce como el ARO Dragon, y está disponible en varias versiones en las que se incluyen diferentes tipos de carrocerías. Existe incluso una variante de tipo blindado.[cita requerida]